# Blarinella griselda
Blarinella griselda — вид ссавців родини Мідицеві (Soricidae). Поширений в Китаї (Ганьсу, Хубей і  південний захід провінції Юньнань) та В'єтнамі (гори Тай Кон Лін). Мешкає в бамбуковому лісі на висоті до 1700 м.